# Wolf Wolfensberger
Wolf Peregrin Joachim Wolfensberger (* 1934 in Mannheim; † 27. Februar 2011 in Syracuse) war ein deutsch-amerikanischer Psychologe. Er arbeitete zuletzt als Professor an der School of Education der Syracuse University und als Leiter des dortigen Training Institute for Human Service Planning, Leadership and Change Agentry. Er gilt als einer der einflussreichsten Wissenschaftler auf dem Gebiet der Entwicklungsstörungen im 20. Jahrhundert.

## Leben
Er wurde 1934 in Mannheim als Sohn von Friedrich und Helene Wolfensberger geboren und wuchs in Nazi-Deutschland in einer Familie auf, in der es sowohl Katholiken als auch Juden gab. Während des Zweiten Weltkriegs wurde er für zwei Jahre aufs Land geschickt, um den Bombenangriffen zu entgehen. 1950 emigrierte er im Alter von 16 Jahren in die USA. Er studierte Philosophie am Siena College der University of Memphis und schloss 1955 mit einem B.A. ab, 1957 erwarb er einen Master of Science in Psychologie und Pädagogik an der Saint Louis University, 1962 promovierte (Ph.D.) er in Psychologie am Peabody College for Teachers (heute Teil der Vanderbilt University), wo er sich auf mentale Retardierung und Sonderpädagogik spezialisierte. Er absolvierte 1962 bis 1963 ein einjähriges Forschungsstipendium des National Institute of Health am Maudsley Hospital (London, England). 1963 bis 1964 war er Forschungsdirektor an der Plymouth State Home and Training School (Michigan).
Von 1964 bis 1971 gehörte er dem Lehrkörper des Nebraska Psychiatric Institute der University of Nebraska Medical School in Omaha an. Von 1971 bis 1973 war er Gastwissenschaftler für geistige Behinderung am National Institute on Mental Retardation in Toronto, Kanada. Ab 1973 leitete er das Ausbildungsinstitut für Human Service Planning, Leadership und Change Agentry an der Syracuse University.

## Werk
Er war ein international anerkannter und streitbarer Wissenschaftler, Aktivist und Autor auf dem Gebiet der Entwicklungsstörungen. Er war ein früher Förderer und Organisator von Gemeinschaftsdiensten für geistig Behinderte und setzte sich dafür ein, gesellschaftlich abgewertete Menschen von Unterdrückung zu befreien und ihre soziale Stellung zu verbessern. Er machte das Prinzip der Normalisierung in Nordamerika populär und formulierte das Konzept der Social Role Valorization (soziale Rollenaufwertung, d. h. dass die Rollenerwartungen gegenüber Behinderten kulturell normativer und angemessener wurden bzw. als Ermöglichung, Etablierung, Verbesserung, Aufrechterhaltung und/oder Verteidigung geschätzter sozialer Rollen für benachteiligte Menschen). Er gründete auch die Citizen Advocacy Organisation, eine Organisation, die Bürger rekrutiert, um als unbezahlte, freiwillige Einzelanwälte für gefährdete Personen zu agieren.

## Privates
Er war ein US-Schach-Experte, dokumentierte aktiv die Geschichte seiner Familie und liebte Katzen und Lieder. Er und seine Frau Nancy waren Mitglieder der Unity Kitchen Community der Catholic Worker und Mitbegründer der L'Arche-Gemeinschaft in Syracuse, einem Wohnexperiment, das die Praxis der Normalisierung verkörperte. In l'Arche lebten nicht behinderte Menschen Seite an Seite mit geistig behinderten Gemeindemitgliedern. Er war 51 Jahre verheiratet mit Nancy Artz Wolfensberger, mit der er die Töchter Margaret (Tim) Sager aus Philadelphia und Joan (Kurt) Lloyd aus Chicago sowie den Sohn Paul (Patrice) aus Knoxville hatte.

## Publikationen (Auswahl)
Monografien
- A brief introduction to Social Role Valorization: A high-order concept for addressing the plight of societally devalued people, and for structuring human services (4th ed.). Valor Press, Plantagenet, Ontario, Canada 2013.
- Mit S. Thomas: PASSING: A tool for analyzing service quality according to Social Role Valorization criteria. Ratings manual (3rd rev. ed.). Syracuse University Training Institute for Human Service Planning, Leadership & Change Agentry, Syracuse, NY 2007.
- The new genocide of disabled & affected people (3rd (rev) ed.). Syracuse University Training Institute for Human Service Planning, Leadership & Change Agentry, Syracuse, NY 2005.
- Mit Robert B. Kugel (Hrsg.): Changing Patterns in Residential Services for the Mentally Retarded. Cambridge University Press 2018.
- The principle of normalization in human services. National Institute on Mental Retardation, Toronto 1972.

Zeitschriftenartikel/Buchbeiträge
- Mit R. A. Kurtz: Measurement of parents’ Perceptions of their children’ development. In: Genetic Psychology Monographs, 1971, 83, S. 53–92.